# Badlands (film fra 1973)
 For alternative betydninger, se Badlands. (Se også artikler, som begynder med Badlands)
Badlands er en amerikansk neo-noir film fra 1973 skrevet, produceret og instrueret af Terrence Malick, i hans debut som instruktør. Filmen har Martin Sheen og Sissy Spacek i hovedrollerne og følger den 15-årige teenagepige Holly Sargis (Sissy Spacek), der med sin noget ældre kriminelle partner, Kit Carruthers (spillet af Martin Sheen), tager på en dræberturne og jagtes af politiet. Filmen har også Warren Oates og Ramon Bieri i hovedrollerne. Historien er løst baseret på de virkelige mordere Charles Starkweather og hans kæreste, Caril Ann Fugate, i 1958.
Badlands blev udgivet i 1973. Filmen modtog ved udgivelsen overvejende negative anmeldelser, men siden har vurderingen ændret sig og filmen anses i dag som en betydende værk inden for amerikansk film. Spacek blev ved British Academy Film Awards nomineret til mest lovende nykommer i en hovedrolle, og på San Sebastián International Film Festival vandt Sheen prisen for bedste skuespiller.
Filmen blev i 1993 af Library of Congress udvalgt til opbevaring i United States National Film Registry som værende "kulturelt, historisk eller æstetisk betydningsfuld".

## Handling
Filmen er fortalt gennem hovedpersonen, den 15-årige Holly Sargis, der bor i Fort Dupree, en flække i South Dakota. Moren er død, og Holly har et anstrengt forhold til sin far. Holly møder Kit Carruthers, en 25-årig skraldemand, greaser (en) og veteran fra Koreakrigen. Han ligner James Dean, som Holly beundrer. Kit charmerer Holly og tager hendes mødom. Efterhånden som deres forhold udvikler sig, afsløres gradvist hans voldelige og asociale tendenser.
Hollys far kan ikke lide Kit, og han slår Hollys hund ihjel som straf for, at hun har set ham. Kit bryder ind i Hollys hus og insisterer på, at hun skal tage væk derfra med ham. Da faren truer med at ringe til politiet, skyder Kit ham. Efter Kit og Holly fingerer et selvmord ved at brænde huset af, sætter de kursen mod Montanas “badlands”. De bygger en træhytte i et øde område og fisker og stjæler kyllinger for at få mad. De flygter, da de bliver fundet af tre mænd (som Kit senere fortæller Holly er dusørjægere), som Kit skyder og dræber. De søger tilflugt hos Kits tidligere kollega, Cato, men da han forsøger at tilkalde hjælp, skyder Kit også ham. Et ungt par ankommer og bliver tvunget ned i stormkælderen. Kit skyder ind i den lukkede kælderdør og går uden at vide, om de er døde.
Politiet forfølger Kit og Holly på tværs af Midtvesten. De stopper ved en rigmands palæ og tager mad, tøj og hans Cadillac, men de skåner manden og hans døve stuepige. Da de kører gennem Montana til Saskatchewan, finder og jagter politiet dem.
Holly, der er blevet træt af Kit og livet på flugt, nægter at tage med ham og melder sig til politiet. Efter en biljagt bliver Kit arresteret. Kit praler over for betjentene og Nationalgarden og kaster sine personlige ejendele til dem som souvenirs fra hans forbrydelsestogt. Holly fortæller til sidst, at hun fik en betinget dom og giftede sig med sin forsvarsadvokats søn. Kit blev henrettet for sine forbrydelser.

## Medvirkende
- Martin Sheen som Kit
- Sissy Spacek som Holly
- Warren Oates som Hollys far
- Ramon Bieri som Cato
- Alan Vint som Deputy (Tom)
- Gary Littlejohn som Sheriff
- John Carter som rigmand
- Bryan Montgomery som Boy
- Gail Threlkeld som ung pige
- Charley Fitzpatrick
- Howard Ragsdale
- John Womack, Jr.
- Dona Baldwin
- Ben Brav

Instruktøren Terrence Malick har en gæsteoptræden i filmen som manden ved den rige mands dør, mens Sheens sønner Charlie Sheen og Emilio Estevez ses som to drenge, der sidder under en lygtepæl uden for Hollys hus.

## Udgivelse og anmeldelser
Warner Bros. købte og distribuerede filmen for knap 1 million dollars. Warner Bros. forhåndsviste filmen ved et dobbeltprogram, hvor den blev vist med Mel Brooks-komedien Blazing Saddles, hvilket resulterede i meget negativ publikumsrespons. Produktionsholdet blev tvunget til at vise filmen i flere andre biografer, på steder som Little Rock, Arkansas, for at demonstrere, at filmen kunne tjene penge.
Variety skrev, at filmen var en "imponerende" debut. Roger Ebert føjede den til sin "Great Movies"-liste i 2011.
Badlands var den afsluttende spillefilm på filmfestivalen i New York i 1973, som angiveligt "overskyggede selv Martin Scorseses Mean Streets." Vincent Canby, som så filmen ved festivaldebuten, kaldte den en "cool, til tider genial, altid voldsom amerikansk film"; ifølge Canby "er Sheen og Miss Spacek fantastiske som vor tids selvoptagede, grusomme, muligvis psykotiske børn... Man kan med rette diskutere gyldigheden af Malicks vision, men ikke, tror jeg, hans enorme talent. Badlands er en meget vigtig og spændende film."
I april 1974 skrev Jay Cocks, at filmen "måske bedre betragtes mindre som et ledsagerstykke til Bonnie og Clyde end som en uddybning og svar. Den er ikke løs og ophøjet. Al dens komedie har en iskold ironi, og dens vold, i stedet for at være brutalt balletisk, udføres med et tørt, ubarmhjertigt drive." Ifølge executive producer Edward Pressman var de fleste indledende anmeldelser, bortset fra anmeldelsen i New York Times, negative, men dens omdømme hos kritikere blev forbedret over tid. David Thomson rapporterede omvendt, at værket var "efter fælles samtykke [...] en af de mest bemærkelsesværdige første spillefilm lavet i Amerika." Dave Kehr skrev år senere for The Chicago Reader, og skrev: "Malicks første spillefilm fra 1973 er en film så rig på ideer, at den næsten ikke ved, hvor den skal henvende sig. Transcendente temaer om kærlighed og død smeltes sammen med en popkulturel sensibilitet og spilles ud på en midtvestlig baggrund, som er betagende både i sin sweep og i sin banalitet."
Spacek sagde senere, at Badlands ændrede hele den måde, hun tænkte på filmskabelse. "Efter at have arbejdet med Terry Malick, tænkte jeg: "Kunstneren regerer. Intet andet betyder noget." Min karriere ville have været meget anderledes, hvis jeg ikke havde haft den oplevelse«. I 2003 sagde Bill Paxton : "Den havde en lyrik om, at film kun har en gang imellem, øjeblikke af transcendental karakter... Der er denne vidunderlige sekvens, hvor parret er blevet skåret væk fra civilisationen. De ved, at løkken strammer sig sammen. og de er gået af vejen, på tværs af Badlands. Du hører Sissy fortælle forskellige historier, og hun taler om at besøge fjerne steder. Der er dette mærkelige stykke klassisk musik [en æterisk orkestrering af Erik Saties Trois Morceaux en forme de Poire ], og et meget langt objektiv. Du ser noget i det fjerne – jeg tror, det er et tog, der kører – og det ligner et billede af en arabisk karavane, der bevæger sig hen over ørkenen. Det er øjeblikke, der ikke har noget med historien at gøre, og alligevel alt, der har med det at gøre. De er ikke plot-orienterede, men de har at gøre med disse karakterers længsel eller drømme. Og det er den slags øjeblikke, man aldrig glemmer, en vis form for lyrik, der rammer bare en dyb del af dig, og som du holder fast i."
Martin Sheen kommenterede i 1999, at Badlands "stadig er" det bedste manuskript, han nogensinde havde læst. Han skrev, at "det var hypnotiserende. Det afvæbnede dig. Det var et stykke tid, og dog af alle tider. Det var ekstremt amerikansk, det fangede folkets, kulturens ånd på en måde, der umiddelbart kunne identificeres."